# IBM Almaden Research Center
Das IBM Almaden Research Center bei San José, Kalifornien, ist eine Forschungseinrichtung von IBM.
Das Almaden Research Center ist spezialisiert auf Grundlagenforschung in Materialwissenschaften einerseits und angewandter Forschung auf dem Gebiet der Speichertechnologie andererseits.
Laut eigener Aussage wurde hier das Konzept der relationalen Datenbanken entwickelt.
Am 2. Mai 2013 wurde der Stop-Motion-Animationsfilm A Boy and His Atom vorgestellt, für den Atome gezielt bewegt wurden, um die Einzelbilder zu erzeugen. Dieser Film wurde im Almaden Research Center produziert.